# Michaił Sawwuszkin
Michaił Siergiejewicz Sawwuszkin, ros. Михаил Сергеевич Саввушкин (ur. 28 października?/9 listopada 1897 w Rosyjskiej Kozowce, zm. 20 czerwca 1955 w Moskwie) – radziecki wojskowy, generał porucznik.

## Życiorys
W 1917 roku wstąpił do Czerwonej Gwardii, uczestniczył w rewolucji październikowej, a następnie Armii Czerwonej. Brał udział w wojnie domowej w walkach na Froncie Zachodnim i Północnym.
W okresie międzywojennym był kolejno: dowódcą plutonu, kompanii, batalionu, zastępcą dowódcy pułku, szefem sztabu dywizji. W tym czasie ukończył w 1924 roku 2 Piotrogrodzką Szkołę Wychowania Fizycznego, w 1926 roku kurs dowódców średniego szczebla i w 1936 roku Akademię Wojskową im. Frunzego.
W marcu 1939 roku został dowódcą 31 Korpusu Strzeleckiego na Dalekim Wschodzie. Po ataku Niemiec na ZSRR został dowódcą 26 Korpusu Strzeleckiego, chroniącego granice ZSRR na Dalekim Wschodzie. W listopadzie 1941 roku został dowódcą 15 Armii, a w październiku 1942 roku dowódcą 1 Armii. Armie te przez cały okres wojny stacjonowały na Dalekim Wschodzie i ochraniały tam granice ZSRR. Nie uczestniczyły w działaniach bojowych.
W czerwcu 1945 roku w związku z planowaną operacją przeciwko wojskom japońskim, dowódcą 1 Amii został gen. płk A. Biełoborodow, a M. Sawwuszkin, jego zastępcą. Funkcję zastępcy dowódcy armii pełnił do maja 1946 roku, nie dowodząc jednak oddziałami w czasie walk. Od maja 1946 przebywał w szpitalu z powodu choroby.
W 1947 roku przeniesiony do rezerwy ze względu na stan zdrowia. Zmarł w Moskwie.

## Awanse
- kombrig (14 sierpnia 1939)
- generał major (4 czerwca 1940)[1]
- generał porucznik (29 października 1943)

## Odznaczenia
- Order Lenina
- Order Czerwonego Sztandaru (dwukrotnie)